# 마르크스 (자동차)
마르크스(Marcus)는 자동차 회사이며 1895년에 해체되었다.

## 판매했었던 차량
- 마르크스카